# Battaglia del Brávellir
La battaglia del Brávellir o battaglia di Bråvalla è una battaglia leggendaria descritta nelle saghe norrene, secondo cui ebbe luogo nel Brávellir tra Sigurðr Hringr, re di Svedesi e Geati Occidentali, e suo zio Harald Hildetand, re di Danesi e Geati Orientali.

## Fonti
Si narra che questa battaglia ebbe luogo intorno alla metà dell'VIII secolo ed è raccontata in varie fonti, come le saghe norrene chiamate saga di Hervör, saga di Bósi e Herrauðr e Sögubrot, ma è descritta molto estesamente nella cronaca danese chiamata Gesta Danorum. Secondo il giornalista ed autore di best seller storici Herman Lindquist, la pietra runica di Rök parla di questa battaglia.

## Cause
Harald aveva ereditato la Svezia dal suo nonno materno, Ivar Vidfamne, ma governava Danimarca e Östergötland, mentre il suo re vassallo Sigurðr Hringr regnava su Svezia e Västergötland. Secondo la leggenda, Harald Hildetand capì che stava diventando molto vecchio (150 anni) e avrebbe potuto morire di vecchiaia, senza perciò andare nel Valhalla; dunque chiese a Sigurd se avrebbe voluto fargli lasciare questa vita gloriosamente in una grande battaglia.

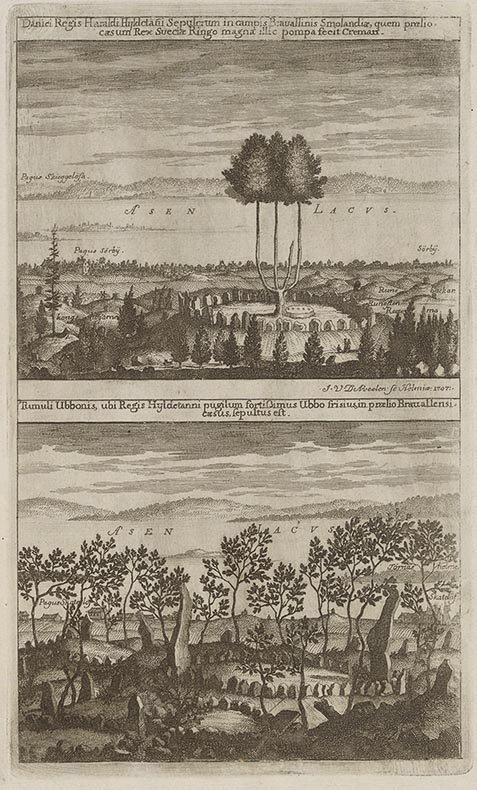
Immagine delle tombe di Harald Hildetand e Ubbi sul lago Åsnen in Småland, dal Suecia antiqua et hodierna

## Preparativi
Secondo Saxo Grammaticus (l'autore delle Gesta Danorum) entrambe le parti si prepararono per sette anni e raccolsero eserciti di 200 000 uomini ciascuno. Ad Harald si unirono eroi leggendari come Ubbe di Frisia, Uvle Brede, Are il Guercio, Dag il Grosso, Hroi Barbabianca e Hothbrodd l'Indomito, insieme a 300 skjaldmö guidate da Hed, Visna e Hedbrog. Sigurd reclutò gli eroi Starkaðr, Egil il Calvo, Grette il Maligno (un norvegese), Blig Nasogrosso, Einar l'Obeso ed Erling il Serpente; altri famosi Svedesi erano Arwakki, Keklu-Karl, Krok il contadino, Gummi e Gunfast da Gislamark. Agli Svedesi si unirono grandi schiere di Norvegesi, Finnici, Estoni, uomini di Curlandia, Bjarmaland e Livonia, Sassoni, Angli, Frisoni, Irlandesi, Rus', eccetera. Intere foreste furono abbattute per costruire 3 000 navi da guerra per trasportare gli Svedesi; i Danesi di Harald avevano costruito così tante navi che si poteva attraversare a piedi l'Øresund.
Le cifre sono ovviamente esagerate, almeno dieci volte la realtà. Per paragonare le 3 000 navi svedesi con una cifra storica, le flotte di fyrd dei regni scandinavi dell'epoca vichinga contavano 300 navi ciascuna.

## Luogo dello scontro
La Saga di Hervör nomina come luogo dello scontro Brávelli í eystra Gautlandi (cioè "Bråvalla in Östergötland"), e nel Sögubrot si dice che la battaglia ebbe luogo a sud di Kolmården che separa Svealand da Östergötland, dove si trova Bråviken: ... Kolmerkr, er skilr Svíþjóð ok Eystra-Gautland ... sem heitir Brávík; Saxo termina il suo racconto dicendo "e così termina la battaglia di Bråvik". La maggior parte degli storici ritiene che la battaglia abbia avuto luogo presso Bråviken, ma nel XVII secolo sembra che qualcuno sostenne che la battaglia si svolse in Småland presso il Lago Åsnen:
(Å. Ohlmarks, Bråvallaslaget, Fornnordiskt lexikon (1994); pagina 44.)
(Alf Henrikson, Lars Hansson e Disa Törngren, Bråvalla slag (1998:82))

## La battaglia
La storia narrata nelle Gesta Danorum e nel Sögubrot è essenzialmente la stessa.
All'inizio i due eserciti combatterono tutti insieme, ma dopo un po' Ubbe fu al centro dell'attenzione; uccise prima Ragnvald il Saggio Consigliere, poi il campione Tryggvi e tre principi svedesi della casa reale. Umiliato, re Sigurðr Hringr gli mandò contro Starkaðr che riuscì a ferire Ubbe ma fu egli stesso ferito anche più gravemente. Poi Ubbe uccise Agnar, prese la spada con entrambe le mani e si aprì un varco attraverso i nemici svedesi, finché cadde trafitto dalle frecce degli arcieri del Telemark. Poi la skjaldmö Veborg uccise il campione Soti e riuscì a ferire ulteriormente Starkaðr. Furioso, Starkaðr penetrò nell'esercito danese uccidendo tutti i guerrieri intorno a lui e tagliò il braccio della skjaldmö Visna, che guidava l'insegna danese; poi Starkaðr continuò ed uccise i campioni Brai, Grepi, Gamli e Haki. Quando Harald ebbe osservato queste gesta eroiche, stette in ginocchio sul suo carro con una spada per mano ed uccise numerosi guerrieri sia alla sua destra che alla sua sinistra. Dopo un po', l'intendente di Harald, Bruni, ritenne che il suo signore avesse accumulato abbastanza gloria e spaccò il cranio del re con una mazza.

## Esito
Sigurd vinse la battaglia e divenne il sovrano di tutta la Svezia e la Danimarca; nella battaglia morirono 40 000 soldati.

## Storicità
La storicità della battaglia ebbe varie conferme e smentite negli ultimi due secoli a seconda di quale fosse l'opinione prevalente presso gli storici scandinavi. Nel 1925 l'archeologo svedese Birger Nerman riassunse gli alti e i bassi delle opinioni sulla sua storicità:
(Birger Nerman (1925:253))
Nel 1990, l'enciclopedia svedese Nationalencyklopedin tentò di chiudere il dibattito asserendo che la storicità della battaglia è impossibile da verificare:
(Nationalencyklopedin alla voce Bråvallaslaget (1990))